# Chaneke aliciae
Espèce
Synonymes
- Tityopsis aliciae Armas & Martín-Frías, 1998

Chaneke aliciae est une espèce de scorpions de la famille des Buthidae.

## Distribution
Cette espèce est endémique d'Oaxaca au Mexique. Elle se rencontre vers Santo Domingo Tehuantepec.

## Description
La femelle décrite par Vidal-Acosta et Francke en 2009 mesure 29,5 mm.

## Systématique et taxinomie
Cette espèce a été décrite sous le protonyme Tityopsis aliciae par Armas et Martín-Frías en 1998. Elle est placée dans le genre Chaneke par Francke, Teruel et Santibáñez López en 2014.

## Étymologie
Cette espèce est nommée en l'honneur de Maria de Lourdes Alicia Laguerenne.

## Publication originale
- Armas & Martín-Frías, 1998 : « Presencia del género Tityopsis en México y descripción de una especie nueva (Scorpiones: Buthidae). » Anales de la Escuela Nacional de Ciencias Biológicas, vol. 43, no 1/4, p. 45-49.